# هنري ونايت
هنري ونايت (بالإنجليزية: Henry Knight)‏ (1796 - 31 مايو 1843) هو لاعب كريكت بريطاني (وحمل سابقاً جنسية المملكة المتحدة لبريطانيا العظمى وأيرلندا).  ولد هنري نايت في عام 1796 في رولينغ، كنت، EnglandG.2,3 كان ابن إدوارد نايت وإليزابيث Bridges.1 وتوفي في 31 مايو 1843 في كنت، EnglandG.1,2
لعب لعبة الكريكيت من أجل Kent.2.